# Conirostrum leucogenys
Figuinha-d'orelhas-brancas ou figuinha-de-orelha-branca (Conirostrum leucogenys) é uma espécie de ave da família Fringillidae.
Pode ser encontrada nos seguintes países: Colômbia, Panamá e Venezuela.
Os seus habitats naturais são: florestas subtropicais ou tropicais húmidas de baixa altitude e florestas secundárias altamente degradadas.